# Ethiopian Coffee FC
El Ethiopian Coffee FC también nombrado Ethiopian Buna FC es un club de fútbol en Etiopía que milita en la Liga etíope de fútbol, principal categoría de fútbol en el país. 

## Historia
Fue fundado en 1975 con el nombre Yebuna Negat y se iniciaron en la tercera división.
En 1983 cambiaron a Ethiopian Coffee Sport Club a causa del propietario National Coffee Trading Corporation, empresa del gobierno destinada a la exportación de café en el país.

## Palmarés
- Ethiopian Premier League: 1

2011
- Copa de Etiopía: 4

1998, 2000, 2003, 2008
- Ethiopian Super Cup: 3

1997, 2000, 2008, 2010
- Ethiopian Run-Away League: 1

2007

## Participación en competiciones de la CAF
| Temporada | Torneo                       | Ronda      | Club                     | Casa  | Visita | Global      |
| --------- | ---------------------------- | ---------- | ------------------------ | ----- | ------ | ----------- |
| 1994      | Copa CAF                     | 1          | Al-Mourada SC            | 2-1   | 0-4    | 2-5         |
| 1998      | Liga de Campeones de la CAF  | Preliminar | St Michel United FC      | 8-1   | 0-1    | 8-2         |
| 1998      | Liga de Campeones de la CAF  | 1          | Al-Ahly                  | 1-1   | 2-2    | 3-3 (a)     |
| 1998      | Liga de Campeones de la CAF  | 2          | Young Africans           | 2-2   | 1-6    | 3-8         |
| 1999      | Recopa Africana              | 1          | AS Inter Star            | w.o.1 | w.o.1  | w.o.1       |
| 2000      | Recopa Africana              | 1          | Telecom Wanderers        | 3-0   | 1-2    | 4-2         |
| 2000      | Recopa Africana              | 2          | Zamalek SC               | 2-1   | 1-2    | 3-3 (2-4 p) |
| 2001      | Recopa Africana              | 1          | Matchedje Maputo         | w.o.2 | w.o.2  | w.o.2       |
| 2001      | Recopa Africana              | 2          | Kumbo Strickers          | 0-0   | 0-1    | 0-1         |
| 2003      | Copa CAF                     | 1          | Al Nasr Benghazi         | 0-0   | 0-1    | 0-1         |
| 2004      | Copa Confederación de la CAF | Preliminar | Express FC               | 0-0   | 1-2    | 1-2         |
| 2012      | Liga de Campeones de la CAF  | Preliminar | Coin Nord                | 4-1   | 0-1    | 4-2         |
| 2012      | Liga de Campeones de la CAF  | 1          | Al-Ahly                  | 0-0   | 0-3    | 0-3         |
| 2021/22   | Copa Confederación de la CAF | 1          | URA SC                   | 1-3   | 1-2    | 2-5         |
| 2024/25   | Copa Confederación de la CAF | 1          | Administration Police FC | 0-1   | 0-0    | 0-1         |

1- El Coffee abandonó el torneo.

2- Matchedje abandonó el torneo.